# Abrahadabra
Abrahadabra (în traducere liberă Voi crea în timp ce vorbesc) este cel de-al optulea album de studio al formației Dimmu Borgir. Este primul album cu Daray.
Albumul a fost înregistrat împreună cu Orchestra Radio Norvegiană și Corul Schola Cantorum. Părerea generală este că acest album nu se ridică la nivelul precedentului, lipsa lui Mustis și ICS Vortex fiind determinantă în acest sens.

## Lista pieselor
1. "Xibir" - 02:50
2. "Born Treacherous" - 05:02
3. "Gateways" - 05:10
4. "Chess With The Abyss" - 04:08
5. "Dimmu Borgir" - 05:36
6. "Ritualist" - 05:14
7. "The Demiurge Molecule" - 05:31
8. "A Jewel Traced Through Coal" - 05:16
9. "Renewal" - 04:11
10. "Endings And Continuations" - 05:58

### Piesa bonus inclusă pe ediția europeană
1. "Gateways (orchestral version)" - 05:43

### Piesele bonus incluse pe ediția japoneză
1. "Gateways (orchestral version)" - 05:43
2. "Perfect Strangers"[5] - 05:01

### Piesele bonus incluse pe ediția americană
1. "Dimmu Borgir (orchestral version)" - 05:35
2. "Gateways (videoclip)" - 05:05

## Personal
- Shagrath - vocal, sintetizator
- Silenoz - chitară ritmică
- Galder - chitară
- Daray - baterie (sesiune)
- Snowy Shaw - chitară bas (sesiune)

## Clasament
| Țara          | Poziția |
| ------------- | ------- |
| Austria       | 20      |
| Elveția       | 24      |
| Finlanda      | 8       |
| Franța        | 43      |
| Germania      | 15      |
| Norvegia      | 2       |
| Olanda        | 100     |
| Suedia        | 17      |
| Statele Unite | 42      |